# David Šanc
David Šanc (* 1978) je český antropolog, politolog, publicista a vysokoškolský pedagog, od listopadu 2017 děkan Fakulty filozofické Západočeské univerzity.

## Studium a kariéra
Vystudoval kulturní a sociální antropologii a politologii na Fakultě filozofické Západočeské univerzity v Plzni. V roce 2007 začal působit jako odborný asistent na Katedře politologie a mezinárodních vztahů na stejné fakultě a stal se proděkanem pro studijní záležitosti. V roce 2012 se stal vedoucím katedry, kde působí jako odborný asistent. V srpnu 2017 byl zvolen děkanem Filozofické fakulty, když jako jediný kandidát na funkci získal 14 ze 14 hlasů od členů fakultního akademického senátu. Do funkce nastoupil v listopadu téhož roku (souběžně s tím skončil na funkci vedoucího katedry a ve funkci proděkana). Funkci děkana poté obhájil i ve volbě konané v červnu 2021, kdy obdržel 12 ze 13 hlasů od členů akademického senátu fakulty, a to na funkční období končící v listopadu 2025.
V rámci své pedagogické a odborné činnosti se mj. zabývá politickou geografií, regionalismem, politickými stranami či etablováním politologie v Česku. Je autorem řady publikací, jmenovitě např. titulů Český stranický systém ve 20. století, Commonwealth: z perspektivy politické vědy, Politika nejmenších evropských států či Česká politologie: etablování oboru.